# Біатлон на зимових Азійських іграх 1996
Змагання з біатлону на зимових Азійських Іграх 1996 проводилися в Харбіні (Китай). Було проведено 6 змагань, по три для чоловіків і три для жінок. Уперше ця категорія стосувалась також жінок.

## Медалісти

### Чоловіки
| Дисципліна           | Золото                                                     | Срібло                     | Бронза                                      |
| -------------------- | ---------------------------------------------------------- | -------------------------- | ------------------------------------------- |
| 10 км, спринт        | Дмитро Пантов Казахстан                                    | Валерій Іванов Казахстан   | Тан Хонбін Китай                            |
| 20 км, індивідуальна | Валерій Іванов Казахстан                                   | Михайло Лепешкін Казахстан | Дмитро Пантов Казахстан                     |
| 4 × 7,5 км, естафета | Казахстан Сергій Абдукаров Валерій Іванов Михайло Лепешкін | Японія                     | Китай Лу Лян Сон Лібін Су Пейшан Тан Хонбін |

### Жінки
| Дисципліна           | Золото                                           | Срібло                     | Бронза             |
| -------------------- | ------------------------------------------------ | -------------------------- | ------------------ |
| 7,5 км, спринт       | Інна Шешкіл Казахстан                            | Ван Дзінфен Китай          | Ю Шумей Китай      |
| 15 км, індивідуальна | Інна Шешкіл Казахстан                            | Маргаріта Дулова Казахстан | Ю Шумей Китай      |
| 4 × 7,5 км, естафета | Китай Лю Цзиньфен Сон Айцін Ван Цзиньфен Ю Шумей | Казахстан                  | Не нагороджувались |

## Таблиця медалей
| Місце | Країна    | Золото | Срібло | Бронза | Загалом |
| ----- | --------- | ------ | ------ | ------ | ------- |
| 1     | Казахстан | 5      | 4      | 1      | 10      |
| 2     | Китай     | 1      | 1      | 4      | 6       |
| 3     | Японія    | 0      | 1      | 0      | 1       |
| Разом | Разом     | 6      | 6      | 5      | 17      |

## Результати

### Чоловіки

#### 10 км, спринт
| Місце | Атлет                    | Час     |
| ----- | ------------------------ | ------- |
| 1     | Дмитро Пантов Казахстан  | 30.59.4 |
| 2     | Валерій Іванов Казахстан | 31.53.6 |
| 3     | Тан Хонбін Китай         | 32.00.2 |

#### 20 км, індивідуальні
| Місце | Атлет                      | Час     |
| ----- | -------------------------- | ------- |
| 1     | Валерій Іванов Казахстан   | 1:05.41 |
| 2     | Михайло Лепешкін Казахстан | 1:07.26 |
| 3     | Дмитро Пантов Казахстан    | 1:07.39 |

#### 4 × 7,5 км, естафета
| Місце | Атлет                                                      | Час     |
| ----- | ---------------------------------------------------------- | ------- |
| 1     | Казахстан Сергей Абдукаров Валерій Іванов Михайло Лепешкін | 1:34.14 |
| 2     | Японія                                                     | 1:35.00 |
| 3     | Китай Лу Льянг Сонг Лібін Су Пейшан Тан Хонбін             | 1:41.25 |

### Жінки

#### 7,5 км, спринт
| Місце | Атлет                 | Час     |
| ----- | --------------------- | ------- |
| 1     | Інна Шешкіл Казахстан | 25.56.8 |
| 2     | Ван Цзиньфен Китай    | 27.06.1 |
| 3     | Ю Шумей Китай         | 27.22.0 |

#### 15 км, індивідуальні
| Місце | Атлет                      | Час     |
| ----- | -------------------------- | ------- |
| 1     | Інна Шешкіл Казахстан      | 54.40.8 |
| 2     | Маргарита Дулова Казахстан | 55.11.1 |
| 3     | Ю Шумей Китай              | 56.46.9 |

#### 4 × 7,5 км, естафета
| Атлет                                            | Час     |
| ------------------------------------------------ | ------- |
| Китай Лю Цзиньфен Сон Айцін Ван Цзиньфен Ю Шумей | 1:48.39 |
| Казахстан                                        | 1:50.07 |